# Tongnanlong
Tongnanlong is een geslacht van plantenetende sauropode dinosauriërs, behorende tot de Eusauropoda, dat tijdens de late Jura leefde in het gebied van het huidige China. De enige benoemde soort is Tongnanlong zhimingi.

## Vondst en naamgeving
In 1998 werd tijdens de aanleg van een weg naar Dafo bij Chongqing in de prefectuur Tongnan het skelet gevonden van een sauropode. Het werd geprepareerd door Ren Guangming, Pang Weihua, Wang Xiuping en Mei Xiao.
In 2025 werd de typesoort Tongnanlong zhimingi benoemd en beschreven door Wei Xuefang, Tan Yuanjun, Jiang Shan, Ding Jun, Li Lei, Wang Xiaobing, Liu Yiyang, Wei Guangbiao, Li Deliang, Liu Yu, Peng Guangzhao, Zhang Shizhen en Lao Changling. De geslachtsnaam is een verbinding van Tongnan met long, "draak". De soortaanduiding eert de "wereldberoemde" paleontoloog Dong Zhiming die een enorme bijdrage heeft geleverd aan het dinosauriëronderzoek in het bekken van Sechuan.
Het holotype, TNM 0254, is gevonden in een laag van de Suiningformatie die dateert uit het vroege Tithonien, ruwweg 149 tot 146 miljoen jaar oud. Het bestaat uit een skelet zonder schedel. Het omvat een reeks van drie ruggenwervels, zes staartwervels, een doornuitsteeksel van een voorste staartwervels, een chevron van een voorste staartwervel, ribben, de linkerschoudergordel, het bovenste uiteinde van het linkerscheenbeen, het rechterkuitbeen, drie middenvoetsbeenderen waaronder een vijfde metatarsale en twee voetklauwen. Het maakt deel uit van de collectie van het Tongnan Museum.

## Beschrijving
Tongnanlong is een reusachtige soort. Indien geëxtrapoleerd wordt van het kuitbeen uit, komt men op een lengte van drieëntwintig tot zesentwintig meter. Extrapolatie van het schouderblad uit wijst op een lichaamslengte van 24,5 tot 28 meter of zelfs 33 meter indien vergeleken met Mamenchisaurus jingyanensis, zo die twintig meter lang was. Dat is echter hoogst onzeker en dus beperkte men voor Tongnanlong de schatting tot vijfentwintig à zesentwintig meter.
De beschrijvers stelden enkele onderscheidende kenmerken vast. Het betreft een unieke combinatie van op zich niet unieke eigenschappen. De wervellichamen van de rug zijn opisthocoel, bol van voren en hol van achteren. De wervellichamen van de rug hebben pneumatische uithollingen in de vorm van grote luchtkamers. De ruggenwervels hebben goed ontwikkelde richels tussen het doornuitsteeksel en de achterste gewrichtsuitsteeksels. De voorste staartwervels zijn procoel, hol van voren. De doornuitsteeksels van de voorste staartwervels hellen schuin naar achteren. De pleurocoelen van de ruggenwervels worden verdeeld door kleine richels. Bij de ruggenwervels vormen de doornuitsteeksels en de achterste gewrichtsuisteeksels troggen begrensd door richels. Bij de voorste staartwervels ligt er een trog tussen het achterste gewrichtsuitsteeksel en de hyposfeen. De beennaad tussen schouderblad en ravenbeksbeen is S-vormig. Bij het schoudergewricht maken de facetten van het schouderblad en het ravenbeksbeen een stompe hoek met elkaar. De trog van het ravenbeksbeen ligt veel dichter bij de rand van het schouderblad dan de rand van het schoudergewricht. De processus acromialis van het schouderblad is zwak ontwikkeld zonder haakvormig uitsteeksel.

## Fylogenie
Tongnanlong werd in 2025 in de Mamenchisauridae geplaatst.